# Списак познатих опера
Овај списак садржи познате опере, приближно груписане по епохама и композиторима.
У загради је место и датум/година премијере.

## 1598—1699.
| Пери, Јакопо        |                                                                                                  |
|                     | - Дафне - прва опера у историји музике (1598) - Еуридика (Euridice, Фиренца 1600)                        |
| Монтеверди, Клаудио |                                                                                                  |
|                     | - Орфеј (L'Orfeo, Мантова 1607) - Аријана (L'Arianna, Мантова 28. мај 1608) - Крунисање Попеје (L'Incoronazione di Poppea, Венеција 1643) |
| Кавали, Франческо   |                                                                                                  |
|                     | - Јасон (Giasone, Венеција 5. јануар 1649)                                                              |
| Лили, Жан Батист    |                                                                                                  |
|                     | - Алкеста (, Париз 1674)                                                                         |
| Персл, Хенри        |                                                                                                  |
|                     | - Дидона и Енеја (Dido and Aeneas, Лондон 1683)                                                                 |

## 1700—1749.
| Хендл, Георг Фридрих | |
|                      | - Риналдо (Rinaldo, Лондон 1711) - Јулије Цезар (Giulio Cesare, Лондон 1724) - Роделинда (Rodelinda, Лондон 1725) - Ксеркс (Serse, Лондон 1738) |
| Рамо, Жан Филип      | |
|                      | - Платеја (Platée, Версај 31. март 1745)                                                                            |

## 1750—1799.
| Глук, Кристоф Вилибалд   | |
|                          | - Орфеј и Еуридика (Orfeo ed Euridice, Париз 2. август 1774) - Алкеста (, Париз 1776) - Армида (Armide, Париз 1777) - Ифигенија на Тауриди (Iphigénie en Tauride, Париз 1779) |
| Моцарт, Волфганг Амадеус | |
|                          | - Идоменеј (Idomeneo, re di Creta ossia Ilia e Idamante, Минхен 29. јануар 1781) - Отмица из сараја (, Беч 16. јул 1782) - Фигарова женидба (Le nozze di Figaro, ossia la folle giornata, Беч 1. мај 1786) - Дон Ђовани (Don Giovanni, Праг 29. октобар 1787) - Тако чине све (Cosi Fan Tutte, Беч 26. јануар 1790) - Чаробна фрула (Die Zauberflöte, Беч 30. септембар 1791) |
| Керубини, Луиђи          | |
|                          | - Медеја (Médée, Париз 13. март 1797) |

## 1800—1829.
| Бетовен, Лудвиг ван    | |
|                        | - Фиделио (Fidelio, Беч 20. новембар 1805) |
| Росини, Ђоакино        | |
|                        | - Италијанка у Алжиру (L'Italiana in Algeri, Венеција 1813) - Севиљски берберин (Il barbiere di Siviglia, Рим 1816) - Пепељуга (La Cenerentola, Рим 1817) - Семирамида (Semiramide, Венеција 1823) - Виљем Тел (Guillaume Tell, Париз 1829) |
| Вебер, Карл Марија фон | |
|                        | - Чаробни стрелац (Der Freischütz, Берлин 18. јун 1821) - Оберон (Oberon, Лондон 12. април 1826)                                                                               |

## 1830—1849.
| Белини, Винћенцо    | |
|                     | - Месечарка (La sonnambula, Милано 1831) - Норма (Norma, Милано 1831) - Пуританци (I puritani, Париз 1835) |
| Доницети, Гаетано   | |
|                     | - Позоришне згоде и незгоде (Le Convenienze ed le inconvenienze Teatrali, Напуљ 1. новембар 1827) - Ана Болен (Anna Bolena, Милано 26. децембар 1830) - Љубавни напитак (L'Elisir d'Amore, Милано 12. мај 1832) - Лукреција Борџија (Lucrezia Borgia, Милано 26. децембар 1833) - Лучија од Ламермура (Lucia di Lammermoor, Напуљ 26. септембар 1835) - Марија Стјуарт (Maria Stuarda, Милано 30. децембар 1835) - Роберто Деверо (Roberto Devereux, Напуљ 28. октобар 1837) - Пуковска кћи (La fille du régiment, Париз 11. фебруар 1840) - Фаворита (La favorita, Париз 2. децембар 1840) - Линда од Шамонија (Linda di Chamounix, Беч 19. мај 1842) - Дон Пасквале (Don Pasquale, Париз 3. јануар 1843) |
| Мејербер, Ђакомо    | |
|                     | - Хугеноти, Париз 29. фебруар 1836) |
| Глинка, Михаил      | |
|                     | - Живот за цара (после 1939. изводи се као Иван Сусањин, Санкт Петербург 29. новембар 1836) - Руслан и Људмила (Руслан и Людмила, Санкт Петербург 9. децембар 1842) |
| Адам, Адолф Шарл    | |
|                     | - Кочијаш из Лонжумоа (Le Postillon de Longjumeau, Париз 13. октобар 1836) - Да сам краљ (Si j'étais roi, Париз 4. септембар 1852) |
| Лисински, Ватрослав | |
|                     | - Љубав и злоба (Загреб 1846) - Порин (Загреб 1847, довршена 1851) |

## Рихард Вагнер, опере 1843—1882.
| Вагнер, Рихард | |
|                | - Холанђанин луталица (Der Fliegende Holländer, Дрезден 1843) - Танхојзер (Tannhäuser, Дрезден 1845) - Лоенгрин (Lohengrin, Вајмар 1850) - Зигфрид (Siegfried, Беч 1863) - Тристан и Изолда (, Минхен 1865) - Нирнбершки мајстори певачи (Die Meistersinger von Nürnberg, Минхен 1868) - Рајнско злато (Das Rheingold, Минхен 1869) - Валкира (Die Walküre, Минхен 1870) - Сумрак богова (Götterdämmerung, Бајројт 1876) - Прстен Нибелунга (Der Ring des Nibelungen, комплетна тетралогија: Бајројт 1876) - Парсифал (Parsifal, Бајројт 1882) |

## Ђузепе Верди, опере 1842—1893.
| Верди, Ђузепе | |
|               | - Набуко (Nabucco, Милано 1842) - Ернани (Ernani, Венеција 1844) - Атила (Attila, Венеција 1846) - Магбет (Macbeth, Фиренца 1847) - Риголето (Rigoletto, Венеција 1851) - Трубадур (Il Trovatore, Рим 1853) - Травијата (La Traviata, Венеција 1853) - Сицилијанско вечерње (I Vespri Siciliani/Les vêpres Siciliennes, Париз 1855) - Бал под маскама (, Рим 1859) - Моћ Судбине (, Петроград 1862) - Дон Карлос (Don Carlos, Париз 1867) - Аида (, Каиро 1871) - Отело (Otello, Милано 1887) - Фалстаф (Falstaff, Милано 1893) |

## 1850—1872.
| Офенбах, Жак    |                                                                                           |
|                 | - Орфеј у подземљу (Orphée aux enfers, Париз 21. октобар1858)                                              |
| Гуно, Шарл      |                                                                                           |
|                 | - Фауст (Faust, Париз 19. март 1859)                                                           |
| Берлиоз, Хектор |                                                                                           |
|                 | - Беатрис и Бенедикт (Béatrice et Bénédict, Баден-Баден 9. август 1862) - Тројанци (Les Troyens, Париз 4. новембар 1863) |
| Сметана, Беджих |                                                                                           |
|                 | - Продана невеста (Prodaná nevěsta, Праг 30. мај 1866) - Далибор (Dalibor, Праг 16. мај 1868)                   |

## 1873—1899.
| Римски-Корсаков, Николај        | |
|                                 | - Псковичанка (Псковитянка, Санкт Петербург 13. јануар 1873) - Мајска ноћ (Майская ночь, Санкт Петербург 1880) - Сњегурочка (Снегурочка–Весенняя сказка, Санкт Петербург 10. фебруар 1882) - Млада (Млада, Санкт Петербург 1. новембар 1892) - Моцарт и Салијери (Моцарт и Сальери, Москва 7. децембар 1898) - Племкиња Вера Шелога (Боярыня Вера Шелога, Москва 1898) - Царева невеста (Царская невеста, Москва 3. новембар 1899) - Бајка о цару Салтану (Сказка о царе Салтане, Москва 3. новембар 1900) |
| Мусоргски, Модест Петрович      | |
|                                 | - Борис Годунов (Борис Годунов, Петроград 1874) - Хованшчина (Хованщина, Петроград 1886) |
| Бизе, Жорж                      | |
|                                 | - Кармен (Carmen, Париз 3. март 1875) |
| Понкијели, Амилкаре             | |
|                                 | - Ђоконда (La Gioconda, Милано 1876) |
| Сен-Санс, Камиј                 | |
|                                 | - Самсон и Далила (Samson et Dalila, Вајмар 2. децембар 1877) |
| Чајковски, Пјотр Иљич           | |
|                                 | - Евгеније Оњегин (, Москва 1878) - Пикова дама (Пиковая дама, Петроград 1890) |
| Офенбах, Жак                    | |
|                                 | - Хофманове приче (Les Contes d'Hoffmann, Париз 10. фебруар 1881) |
| Делиб, Лео                      | |
|                                 | - Лакме (Lakmé, Париз, 14. април 1883) |
| Масне, Жил                      | |
|                                 | - Манон (Manon, Париз 1884) - Вертер (Werther, Беч 1892) - Таис (, Париз 1894) |
| Маскањи, Пјетро                 | |
|                                 | - Кавалерија рустикана (Cavalleria rusticana - сеоско витештво, Рим 17. мај 1890) |
| Бородин, Александар Порфирјевич | |
|                                 | - Кнез Игор (Князь Игорь, Петроград 4. новембар 1890) |
| Каталани, Алфредо               | |
|                                 | - Ла Вали (La Wally, Милано 20. јануар 1892) |
| Леонкавло, Руђеро               | |
|                                 | - Пајаци (Pagliacci, Милано 21. мај 1892) |
| Ђордано, Умберто                | |
|                                 | - Андре Шеније (Andrea Chénier, Милано 28. март 1896) |

## Ђакомо Пучини, опере 1893—1926.
| Пучини, Ђакомо | |
|                | - Манон Леско (Manon Lescaut, Торино 1. фебруар 1893) - Боеми (La Bohème, Торино 1. фебруар 1896) - Тоска (Tosca, Рим 14. јануар 1900) - Мадам Батерфлај (, Милано 17. фебруар 1904) - Триптих - 3 једночинке (Il Trittico, Њујорк 14. децембар 1918) - Огртач () - Сестра Анђелика () - Ђани Скики () - Турандот (Turandot, Милано 25. април 1926) |

## 1900—1920.
| Алберт, Еуген д‘         | |
|                          | - Одлазак (Die Abreise, Франкфурт на Мајни 28. октобар 1898) - У долини (Tiefland, Праг 15. новембар 1903) - Мртве очи (Die toten Augen, Дрезден 5. март 1916) |
| Дворжак, Антоњин         | |
|                          | - Русалка (Rusalka, Праг 31. март 1901) |
| Чилеа, Франческо         | |
|                          | - Арлежанка (L'Arlesiana, Милано 1897) - Адријана Лекуврер (Adriana Lecouvreur, Милано 1902) |
| Дебиси, Клод             | |
|                          | - Пелеас и Мелисанда (Pelléas et Mélisande, Париз 30. април 1902) |
| Римски-Корсаков, Николај | |
|                          | - Бесмртни Кашчеј (Кащей бессмертный, Москва 25. децембар 1902) - Пан Војвода (Пан воевода, Санкт Петербург 16. октобар 1904) - Легенда о невидљивом граду Китежу и девојци Февронији (Сказание о невидимом граде Китеже и деве Февронии, Санкт Петербург 7. фебруар 1907) - Златни петлић (Золотой Петушок, Москва 7. октобар 1909) |
| Јаначек, Леош            | |
|                          | - Јенуфа (Jenůfa, Брно 21. јануар 1904) - Лукава лија (Příhody lišky Bystroušky, Брно 6. новембар 1924) |
| Штраус, Рихард           | |
|                          | - Салома (Salome, Дрезден 9. децембар 1905) - Електра (Elektra, Дрезден 25. јануар 1909) - Каваљер с ружом (, Дрезден 26. јануар 1911) - Аријадна на Наксосу (Ariadne auf Naxos, Штутгарт 25. октобар 1912) - Жена без сенке (Die Frau ohne Schatten, Беч 10. октобар 1919)                  |

## 1921—1950.
| Прокофјев, Сергеј    |                                                                                          |
|                      | - Заљубљен у три наранџе (Любовь к трём апельсинам, Чикаго 30. децембар 1921) - Рат и мир (Война и мир, Москва 7. јун 1945) |
| Христић, Стеван      |                                                                                          |
|                      | - Сутон (Београд 26. новембар 1925)                                                      |
| Берг, Албан          |                                                                                          |
|                      | - Воцек (Wozzeck, Берлин 14. децембар 1925) - Лулу (, Цирих 1937)                               |
| Штраус, Рихард       |                                                                                          |
|                      | - Арабела (Arabella, Дрезден 1. јул 1933) - Дафне (Daphne, Дрезден 15. октобар 1938)                   |
| Готовац, Јаков       |                                                                                          |
|                      | - Морана (Брно 1930) - Еро с онога свијета (Загреб 2. новембар 1935)                     |
| Шостакович, Димитриј |                                                                                          |
|                      | - Леди Магбет Мценског округа (Катарина Измајлова) (Леди Макбет Мценского уезда, Лењинград 22. јануар 1934)         |
| Гершвин, Џорџ        |                                                                                          |
|                      | - Порги и Бес (Porgy and Bess, Њујорк 10. октобар 1935)                                                |
| Енеско, Жорж         |                                                                                          |
|                      | - Едип (, Париз 13. март 1936)                                                           |
| Хиндемит, Паул       |                                                                                          |
|                      | - Сликар Матис (, Цирих 1939)                                                            |